# Paquimé
Paquimé localiza-se em Casas Grandes, Chihuahua, no México. Paquimé, no norte do México, tinha edifícios de sete andares, climatizados, e um sofisticado sistema hidráulico, em pleno século XIII. A cidade de barro é um mistério que até hoje os arqueólogos não sabem explicar. É um Património Mundial da Unesco desde 1998.  
Paquimé, que atingiu o seu apogeu nos séculos XIV e XV, teve um papel fundamental no comércio e nos contactos entre a cultura de Pueblo (que viviam no noroeste dos Estados Unidos e norte do México) e as culturas mais avançadas da Mesoamérica. As ruínas são uma clara prova da vitalidade de uma cultura que foi perfeitamente adaptada ao seu ambiente físico e económico, mas que desapareceu no tempo da Conquista Espanhola. 

## Galeria

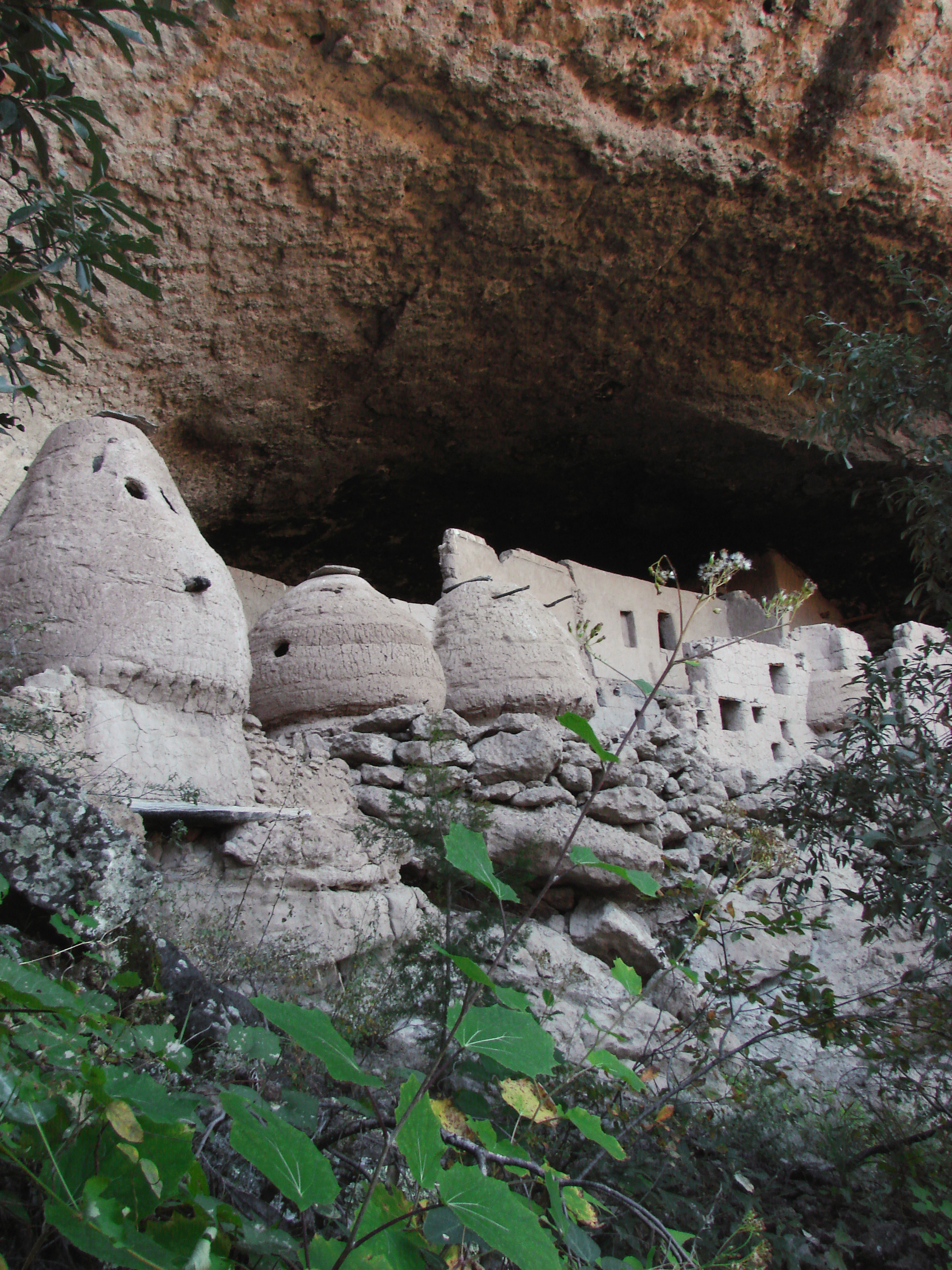
Cueva de las Jarillas

## Ligações Externas
- O Enigma de Paquimé - Super Interessante
- (em inglês) Unesco - Zona Arqueológica de Paquimé, Casas Grandes